# Un papavero tra le rotaie
Un papavero tra le rotaie è il secondo album in studio della cantante italiana Marisa Sacchetto, pubblicato dall'etichetta discografica PDU e distribuito dalla EMI nel novembre 1973.
Il disco, anticipato dal singolo Meravigliosa malattia, vede la partecipazione dell'autore Claudio Cavallaro, con il quale la cantante aveva già collaborato per il suo disco di debutto, e dell'orchestra diretta da Vince Tempera.
Si tratta inoltre dell'ultima collaborazione tra la cantante e l'etichetta discografica fondata da Mina e suo padre. 

## Tracce

### Lato A
1. Un papavero tra le rose
2. Un giorno d'estate
3. Quando è l'ora dell'amore
4. Domani è ancora primavera
5. Come ti amo adesso

### Lato B
1. Meravigliosa malattia
2. Vola vola
3. Gli occhi dell'amore
4. Io di più
5. Un papavero tra le rose (Reprise)